# Gulkronad spettpapegoja
Gulkronad spettpapegoja (Micropsitta keiensis) är en fågel i familjen östpapegojor inom ordningen papegojfåglar.

## Utseende och läte
Gulkronad spettpapegoja är en mycket liten papegoja. Den är mestadels grön med gult under stjärten och en gulaktig hjässa. Fåglar i nordväst har em röd strimma på buken. Arten kan överlappa med rödbröstad spettpapegoja och dvärgspettpapegoja, men saknar blått på hjässan och beige i ansiktet. Lätet är ett gällt och fallande skri, "kiiiiii!".

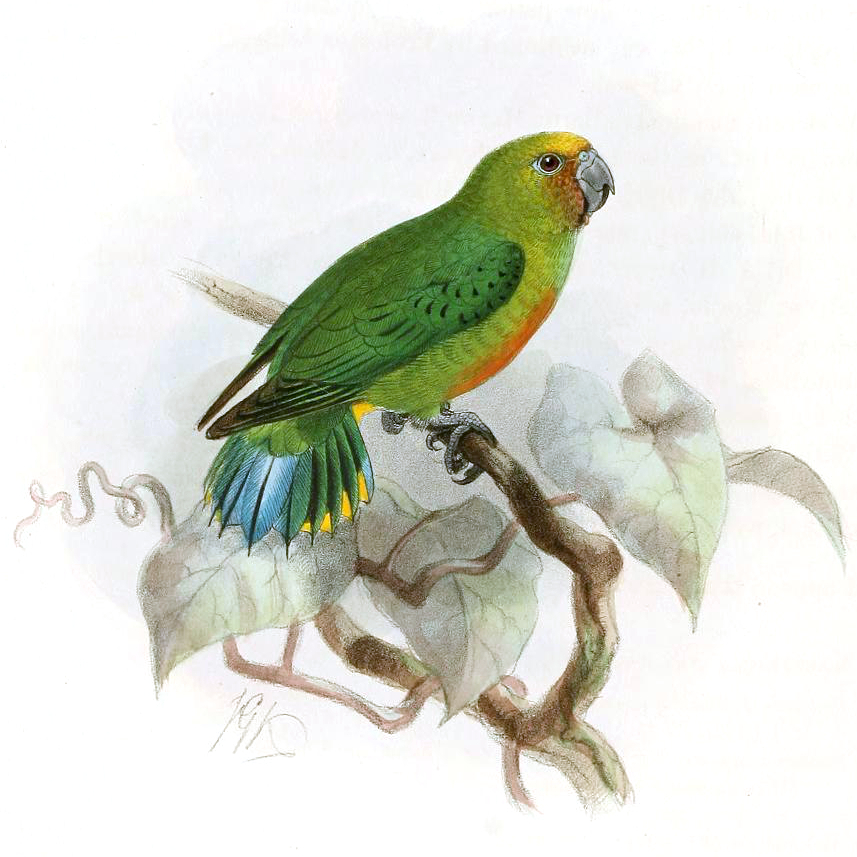

## Utbredning och systematik
Gulkronad spettpapegoja delas in i tre underarter:
- M. k. keiensis – förekommer i Kai- och Aruöarna
- M. k. chloroxantha – förekommer i Västpapua, på Vogelkop- och Oninhalvön
- M. k. viridipectus – förekommer på södra Nya Guinea (Mimika, Fly River)

Underarten viridipectus inkluderas ofta i nominatformen.

## Levnadssätt
Gulkronad spettpapegoja hittas i skogar i låglänta områden och förberg. Liksom andra spettpapegojor klättrar den aktivt på trädstammar, till och med upp-och-ner som en nötväcka.

## Status och hot
Arten har ett stort utbredningsområde, men tros minska i antal, dock inte tillräckligt kraftigt för att den ska betraktas som hotad. Internationella naturvårdsunionen IUCN listar arten som livskraftig (LC).